# Kathy Heddy
Kathryn Jean Heddy, née le 4 février 1958 à Syracuse (New York), est une nageuse américaine.

## Palmarès
- Championnats du monde
  - Cali 1975
    -  Médaille d'or sur 200 mètres quatre nages
    -  Médaille d'argent sur le relais 4×100 mètres nage libre
    -  Médaille de bronze sur 400 mètres quatre nages
    -  Médaille de bronze sur 400 mètres nage libre

  - Belgrade 1973
    -  Médaille d'argent sur le relais 4×100 mètres nage libre
    -  Médaille de bronze sur 200 mètres quatre nages

- Jeux panaméricains
  - Mexico 1975
    -  Médaille d'or sur 400 mètres nage libre
    -  Médaille d'or sur 200 mètres quatre nages
    -  Médaille d'or sur 400 mètres quatre nages
    -  Médaille d'or sur le relais 4×100 mètres nage libre